# Stereometrie
Stereometrie či prostorová geometrie je geometrie v třírozměrném (3D) Euklidovském prostoru. Slovo stereometrie je řeckého původu a volný překlad znamená měření těles.

## Charakteristika
Stereometrie se zabývá prostorovými geometrickými útvary (tj. tělesy), jejich zobrazením, měřením, polohou, vzdálenostmi, povrchem, objemem a podobně. Mezi základní pojmy a okruhy zájmů stereometrie patří:
- bod, přímka, rovina
  - jejich průniky, zobrazení atd. a dále měřením objemu a obsahu  jako jsou:

- mnohostěny:
  - hranoly: čtyřstěn, šestistěn (krychle), osmistěn, dvanáctistěn, dvacestistěn
  - jehlany: jehlan, komolý jehlan
- rotační tělesa:
  - koule, polokoule, kulová úseč, válec, kužel, komolý kužel
  - elipsoid, hyperboloid, paraboloid
  - sféra, kulová vrstva
- vlastnosti těles
  - povrch a objem těles
  - kostra (součet délek všech hran)
  - úhlopříčka stěnová a tělesová
- vzájemný vztah těles
  - podobnost těles
  - vlastnosti polohové a metrické (v prostoru)
  - dvě přímky, tři přímky, přímka a rovina, dvě roviny, tři roviny
  - vzájemné průniky, průnik přímky a tělesa
  - rovinný řez tělesa
  - kolmost přímky a roviny, kolmost rovin

Geometrické útvary (tělesa) jsou omezenými částmi prostoru ohraničené plochami a jsou částí (podmnožinou) prostoru a řadí se mezi ně dále poloprostor, prostorový úhel, prostorové křivky (např. šroubovice).